# Neocryptopteryx oedipus
Neocryptopteryx oedipus là một loài tò vò trong họ Ichneumonidae.